# U Sure Do
U Sure Do is een nummer van de Britse danceact Strike uit 1995. Het is de eerste single van hun album I Saw the Future.
Het nummer bevat samples uit Serious van Donna Allen, en Night in Motion van Cubic 22. In "U Sure Do" zingt de ik-figuur over haar gevoelens van verliefdheid. De plaat werd een hit in het Verenigd Koninkrijk, waar het de 4e positie pakte. In de Nederlandse Top 40 was het succes iets bescheidener met een 13e positie.

## Tracklijst
- Cd-single

1. "U Sure Do" (Strike 7" Mix) — 3:50
2. "U Sure Do" (Guest List Mix) — 7:25
3. "U Sure Do" (Formula 2 Mix) — 7:26
4. "U Sure Do" (Daydream Remix door Robin-Jaydee-Albers) — 8:32